# بوهوسلاف اشتاستنی
بوهوسلاف اشتاستنی (چکی: Bohuslav Šťastný؛ زادهٔ ۲۳ آوریل ۱۹۴۹) بازیکن هاکی روی یخ اهل چکسلواکی بود.